# Ожарув-Мазовецький
Ожа́рув-Мазове́цький (пол. Ożarów Mazowiecki) — місто в центральній Польщі.
Належить до Варшавського-Західного повіту Мазовецького воєводства.

## Демографія
Демографічна структура станом на 31 березня 2011 року:
|          | Загалом | Допрацездатний вік | Працездатний вік | Постпрацездатний вік |
| -------- | ------- | ------------------ | ---------------- | -------------------- |
| Чоловіки | 4706    | 961                | 3240             | 505                  |
| Жінки    | 5275    | 949                | 3149             | 1177                 |
| Разом    | 9981    | 1910               | 6389             | 1682                 |